# Richard Patrick

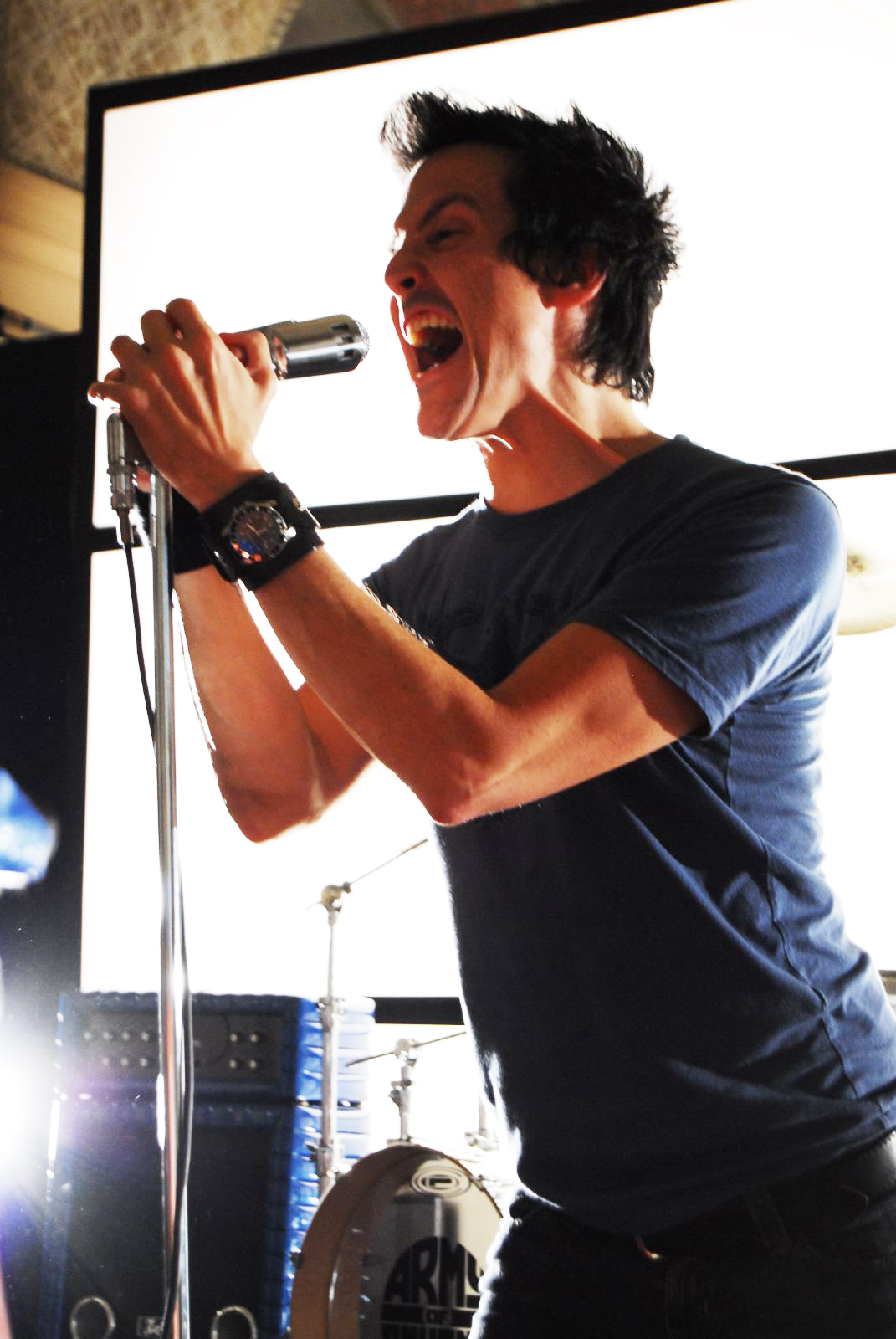
Richard Patrick.

Richard Patrick es un guitarrista estadounidense, líder del grupo Filter.
Comenzó como guitarrista en directo de Nine Inch Nails en la gira del primer disco de estos, Pretty Hate Machine, para posteriormente abandonarlo y formar su propia banda llamada Filter, con la que hasta el momento ha publicado cinco álbumes de rock alternativo.
Actualmente se encuentra grabando un disco con un proyecto alternativo llamado Army Of Anyone.
Es hermano del actor Robert Patrick.
- Datos: Q715404
- Multimedia: Richard Patrick / Q715404